# Huguley
Huguley est un census-designated place situé dans l’État américain de l'Alabama, dans le comté de Chambers.

## Démographie
| 1980  | 1990  | 2000  | 2010  | - | - |
| ----- | ----- | ----- | ----- | - | - |
| 2 947 | 3 161 | 2 955 | 2 540 | - | - |